# Списак познатих самотњака
Ово је списак познатих, успешних појединаца који су описани као самотњаци, појединци који живе у добровољној изолацији од јавности и друштва. Са списка су искључени самотњаци из верских разлога.

## Људи
| Name                  | Година рођења | Година смрти | Опис                                                                                                  |
| --------------------- | ------------- | ------------ | --- |
| Сид Барет             | 1946          | 2006         | Енглески кантаутор, бивши фронтмен бенда Пинк Флојд                                                   |
| Марлон Брандо         | 1924          | 2004         | Амерички глумац                                                                                       |
| Марија Калас          | 1923          | 1977         | Грчка оперска певачица                                                                                |
| Хугете Кларк          | 1906          | 2011         | Америчка наследница и филантроп                                                                       |
| Џон Дикон             | 1951          |              | Енглески музичар, текстописац и некадашњи члан групе Квин                                             |
| Емили Дикинсон        | 1830          | 1886         | Америчка песникиња                                                                                    |
| Енјa                  | 1961          |              | Ирска музичарка и песникиња                                                                           |
| Боби Фишер            | 1943          | 2008         | Бивши амерички шампион света у шаху                                                                   |
| Грета Гарбо           | 1905          | 1990         | Шведско-америчка глумица                                                                              |
| Глен Гулд             | 1932          | 1982         | Канадски пијаниста                                                                                    |
| Александар Гротендик  | 1928          | 2014         | Немачко-француски математичар                                                                         |
| Хауард Хјуз           | 1905          | 1976         | Амерички пословни магнат, пилот који је постављао рекордер, инжењер, филмски режисер и филантроп      |
| Теодор Качински       | 1942          |              | Амерички терориста                                                                                    |
| Харпер Ли             | 1926          | 2016         | Америчка књижевница                                                                                   |
| Ли Маверс             | 1962          |              | Енглески музичар који је био текстописац и певач у бенду <i>The La's</i>                              |
| Кормак Макарти        | 1933          |              | Амерички романописац, драматург и сценариста                                                          |
| Порденоне Монтанари   | 1937          |              | Италијански сликар, вајар и филозоф                                                                   |
| Томас Пинчон          | 1937          |              | Амерички књижевник                                                                                    |
| Џером Дејвид Селинџер | 1919          | 2010         | Амерички књижевник                                                                                    |
| Фил Спектор           | 1940          | 2021         | Амерички продуцент, текстописац и осуђени убица                                                       |
| Слај Стоун            | 1943          |              | Амерички музичар, текстописац и продуцент плоча                                                       |
| Патрик Зискинд        | 1949          |              | Немачки писац и сценариста                                                                            |
| Брајан Вилсон         | 1942          |              | Амерички музичар, текстописац и продуцент плоча који је предводио Бич Бојс                            |
| Ајда Вуд              | 1838          | 1932         | Америчка старлета која је деценијама живела повучено у хотелском апартману у Њујорку са двоје рођака. |

## Измишљени ликови
| Име               | Рад                                     | Аутор        |
| ----------------- | --------------------------------------- | ------------ |
| госпођица Хавишам | Велика очекивања                        | Чарлс Дикенс |
| Лестат де Лионкур | Вампирске хронике                       | Ен Рајс      |
| Бу Редли          | Убити птицу ругалицу                    | Харпер Ли    |
| Гринч             | Како је Гринч украо Божић! и адаптације | Доктор Сус   |
| Шрек              | Шрек и даље адаптације                  | Вилиам Стеиг |